# Motala kvartettsångarförbund
Motala kvartettsångarförbund var en manskör i Motala som bildades 1911 av musikdirektör Gustaf Bengtsson. 

## Historik
Motala kvartettsångarförbund var en manskör i Motala som bildades 1911 av musikdirektör Gustaf Bengtsson. Han blev körens förste dirigent och var det fram till 1928, då han flytta från Motala. Efter honom blev musikdirektör Nils Kjellberg och senare postassisten Ivar Holmström. 1932 blev folkskollärare Helge Berlin dirigent. 1943 blev Ivar Wirsén dirigent för kören.